# Derbforgaill
Derbforgaill [ˈdʲeɾˌvɔɾɣɪʎ], neuirisch Dearbhfhorghaill [ˈdʲaɾəˌvɔɾiʎ], englisch Derval (* 1108 in County Meath, Irland; † 1193 in Irland), war die Tochter von Murchad Ua Maeleachlainn, König von Meath, und seiner Frau Mór (gest. 1137), Tochter des Muirchertach Ua Briain. Sie ist bekannt als „Helena von Irland“, weil ihre Entführung durch Diarmait Mac Murchada, König von Leinster, im Jahr 1152 eine Rolle bei der Besetzung Irlands durch die Anglo-Normannen spielte. 
Ungewöhnlicherweise für eine Frau wird sie nicht weniger als fünfmal in den zeitgenössischen Annalen erwähnt: ihre Entführung durch Diarmait 1152 (Annalen von Clonmacnoise), (obwohl sie Ende des nächsten Jahres Leinster schon wieder verlassen hatte und in das Gebiet ihrer Familie nach Meath zurückgekehrt war); ihre Stiftung für die Zisterzienser-Abtei von Mellifont, bestehend aus Altartüchern, einem goldenen Kelch und 60 Unzen Gold, während der Einweihungszeremonie  1157 (Annalen der vier Meister); ihre Fertigstellung der Nonnenkirche in Clonmacnoise 1167 (Annalen der vier Meister); ihr Rückzug nach Clonmacnoise 1186 (Annalen von Ulster, Annalen von Loch Ce) und schließlich ihr Tod in Clonmacnoise 1193 (Annalen von Ulster, Annalen der vier Meister).
Ihr Ehemann Tigernán Ua Ruairc hatte drei Kinder, Maelseachlainn (anglis. Melaghlin, gest. 1162), Aodh, Kronprinz von Bréifne, der von den Anglo-Normannen 1171 getötet wurde und Dubhchobhlaigh (anglis. Dowchawley, gest. 1171), Frau von Ruaidhrí Ua Conchobair, Hochkönig von Irland, doch ist unklar, welche von ihnen Kinder Derbforgaills waren.
Die Entführung von 1152 ist verschieden interpretiert worden. Es scheint, dass Derbforgaill einwilligte, und dass sie ihr Vieh und sonstige bewegliche Besitztümer mit sich nahm, alles mit der Erlaubnis ihres jüngeren Bruders Maeleachlainn. Es wird angenommen, dass dies ein Versuch ihrer Herkunftsfamilie, des Königshauses von Meath, war, um eine neue Allianz mit Diarmait Mac Murchada zu schließen. 
Verträge durch Heirat zu bekräftigen scheint eine Standardpraxis im Irland des 12. Jahrhunderts gewesen zu sein, das zeigt auch Diarmait Mac Murchadas Übergabe seiner Tochter Aoife an Strongbow.
Die meisten Historiker nehmen an, dass es sich nicht um eine Liebesbeziehung handelte, sondern um dynastische Politik. 
Tigernán bestand auf einer Schadenersatzforderung von 100 Unzen Gold, die von seinem Schwiegersohn Ruaidri Ua Conchobair unterstützt wurde.